# Bigger, Stronger, Faster*
Bigger, Stronger, Faster* är en dokumentär som handlar om kroppsbyggning, där beskrivs kroppsbyggning från båda sidor, de som använder steroider och de som inte gör det. Även vilka risker det finns med steroider. Dokumentären tar även upp hur utbrett användandet av steroider är i världen. Den visades första gången vid Tribeca Film Festival i april 2008.

## Medverkande
- Chris Bell – värd
- Jay Cutler
- Ben Johnson
- Floyd Landis
- Stan Lee
- Carl Lewis
- Craig Phillips
- Arnold Schwarzenegger
- Diane Watson
- Henry Waxman

### Webbkällor
- Bigger, Stronger, Faster* på Internet Movie Database (engelska)